# Telus Cup – Defensive
Telus Cup – Defensive je hokejová trofej udělovaná každoročně nejlepšímu defenzivnímu hráči juniorské ligy Quebec Major Junior Hockey League. Tato trofej se mezi lety 1989 a 1994 jmenovala Shell Cup a mezi lety 1994 a 1997 Ford Cup.

## Držitelé Telus Cupu – Defensive
| Sezóna    | Jméno                  | Tým                          |
| Telus Cup | Telus Cup              | Telus Cup                    |
| --------- | ---------------------- | ---------------------------- |
| 2005–06   | Keith Yandle           | Moncton Wildcats             |
| 2004–05   | Martin Houle           | Cape Breton Screaming Eagles |
| 2003–04   | Corey Crawford         | Moncton Wildcats             |
| 2002–03   | Marc-André Fleury      | Cape Breton Screaming Eagles |
| 2001–02   | Eric Lafrance          | Hull Olympiques              |
| 2001–02   | Jean-François Racine   | Drummondville Voltigeurs     |
| 2000–01   | Maxime Ouellet         | Rouyn-Noranda Huskies        |
| 1999–00   | Simon Lajeunesse       | Moncton Wildcats             |
| 1998–99   | Mathieu Chouinard      | Shawinigan Cataractes        |
| 1997–98   | Mathieu Garon          | Victoriaville Tigres         |
| Ford Cup  |                        |                              |
| 1996–97   | Jean-Sébastien Giguère | Halifax Mooseheads           |
| 1995–96   | Christian Laflamme     | Beauport Harfangs            |
| 1994–95   | José Théodore          | Hull Olympiques              |
| Shell Cup |                        |                              |
| 1993–94   | Steve Gosselin         | Chicoutimi Saguenéens        |
| 1992–93   | Jocelyn Thibault       | Sherbrooke Faucons           |
| 1991–92   | Jean-François Labbé    | Trois-Rivières Draveurs      |
| 1990–91   | Félix Potvin           | Chicoutimi Saguenéens        |
| 1989–90   | Pierre Gagnon          | Victoriaville Tigres         |